# Saint-Marsal
Saint-Marsal is een gemeente in het Franse departement Pyrénées-Orientales (regio Occitanie) en telt 101 inwoners (2009). De plaats maakt deel uit van het arrondissement Céret.

## Geografie
De oppervlakte van Saint-Marsal bedraagt 15,4 km², de bevolkingsdichtheid is dus 6,6 inwoners per km².

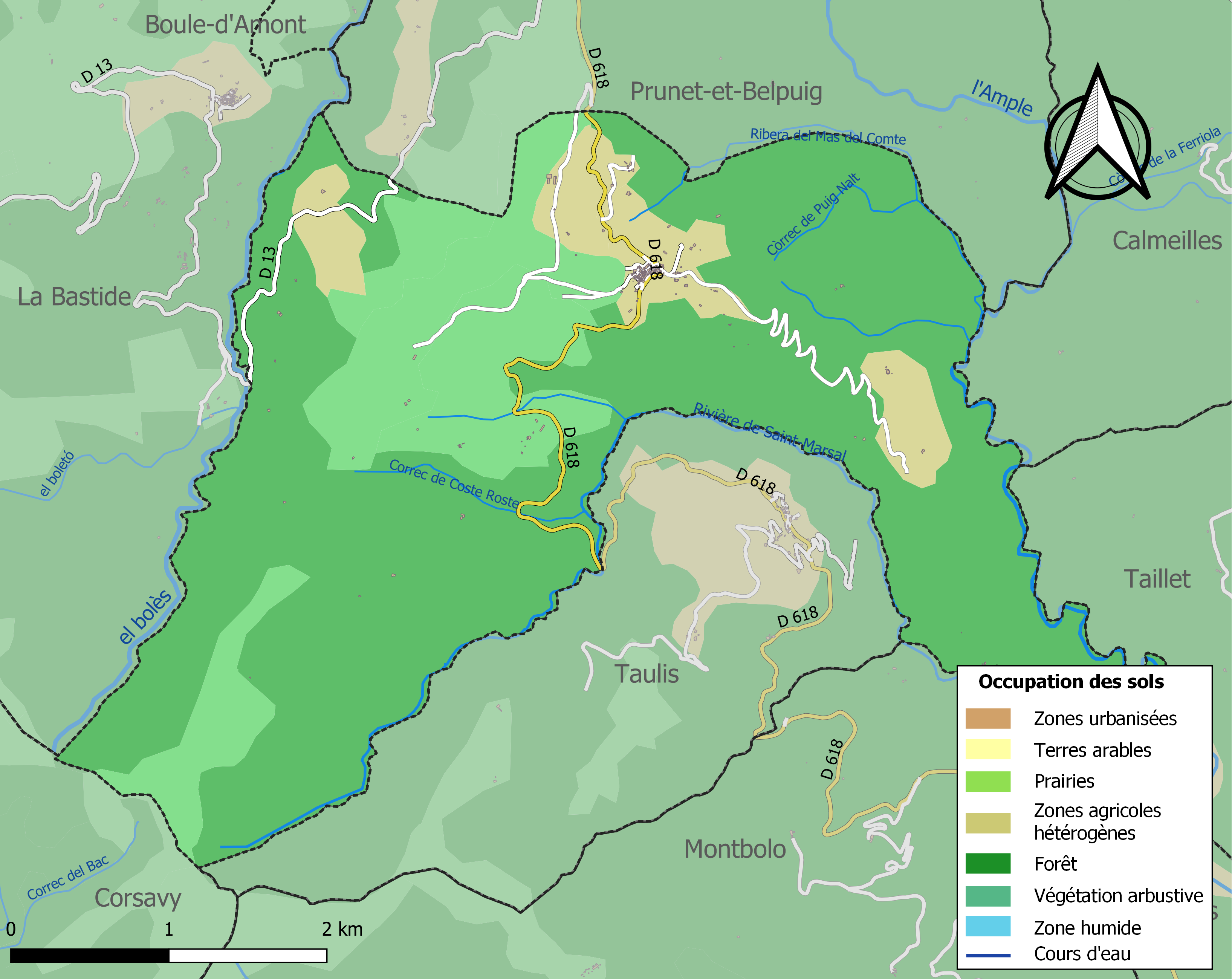
Kaart van de gemeente met de belangrijkste infrastructuur, bodemgebruik en omliggende gemeenten

## Demografie
Onderstaande figuur toont het verloop van het inwonertal (bron: INSEE-tellingen).